# 肖旭明
肖旭明（1955年3月—），男，汉族，湖北蕲春人，中华人民共和国政治人物，曾任中共恩施州委书记、恩施州人大常委会主任，湖北省政协副主席，中共十八大代表。